# Neu Beginnen
Neu Beginnen (NB), auch Leninistische Organisation (Org.; LO) oder Miles-Gruppe, war eine marxistische Organisation im Widerstand gegen den Nationalsozialismus.

## Geschichte

### 1929 bis 1932
Um 1929 entstand, wegen grundlegender Kritik an den beiden Arbeiterparteien KPD und SPD, der Gründungskern der Organisation um Walter Loewenheim (Pseudonym Miles), dessen Bruder Ernst Loewenheim sowie einige weitere ehemalige Funktionäre der KPD; sie sahen diese Parteien als „sektiererisch“ und „verbürgerlicht“ an. Unter Bezug auf Lenins Schrift Was tun? planten sie den Aufbau eines klandestinen, hierarchisch gegliederten, von bürgerlich-kulturellen Einflüssen befreiten revolutionären Kadernetzwerks. Vor allem in Berlin, aber auch in anderen Universitätsstädten rekrutierte man deshalb weitere kritische, intellektuelle Mitglieder aus SPD, KPD und KPO, darunter Karl Frank, Ossip K. Flechtheim, Richard Löwenthal und Georg Eliasberg.
Im Herbst 1931 gelang es der zu diesem Zeitpunkt 40-köpfigen Organisation, Teile der Führung der Berliner SAJ um Fritz Erler, Erich Schmidt und Kurt Schmidt für die Org. und damit Einfluss auf Berliner SPD-Strukturen zu gewinnen. Auch wurden einzelne KPD-, KPO- und SAPD-Mitglieder rekrutiert.

### Ab 1933

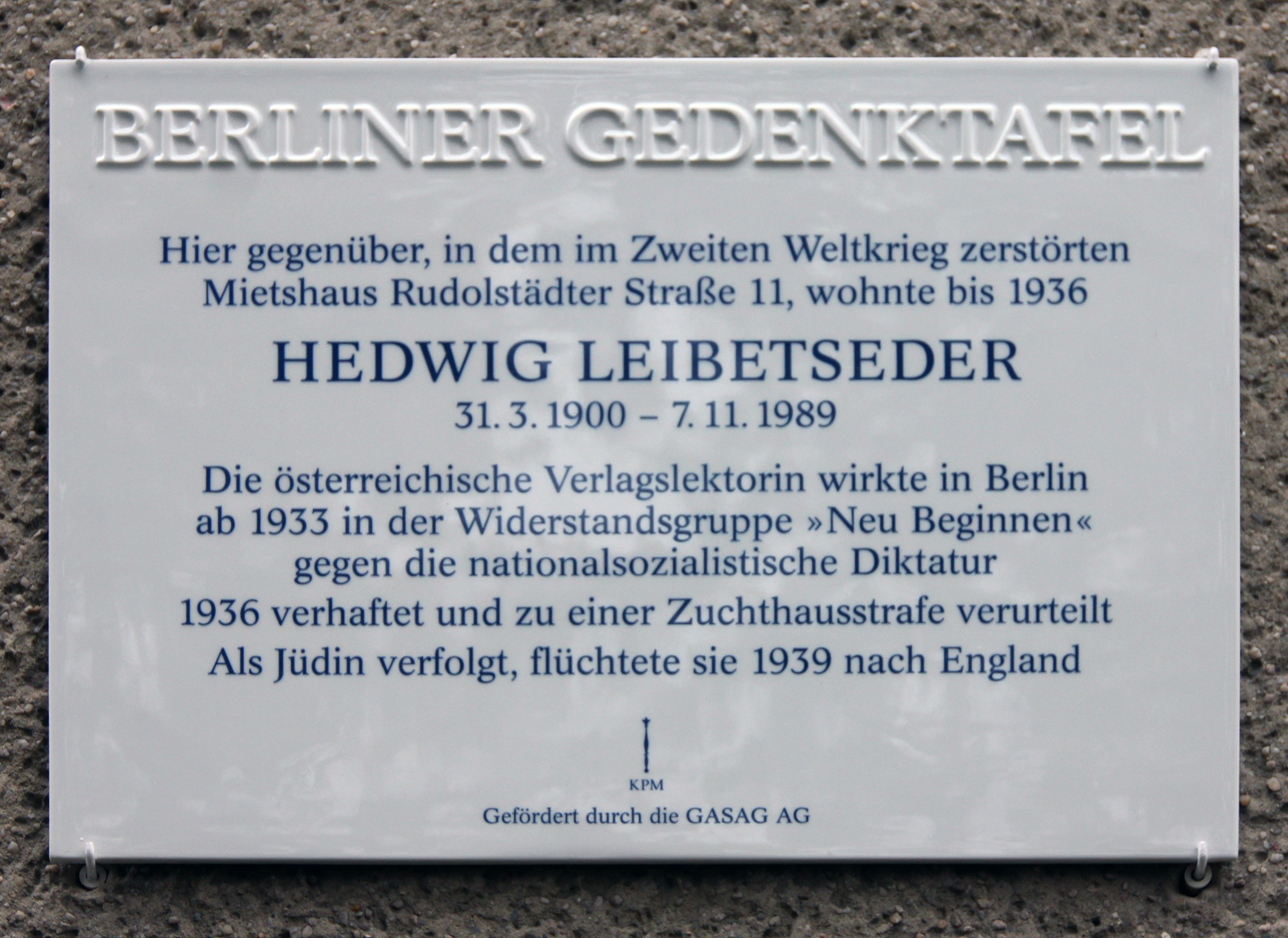
Berliner Gedenktafel am Haus Rudolstädter Straße 8 in Berlin-Wilmersdorf

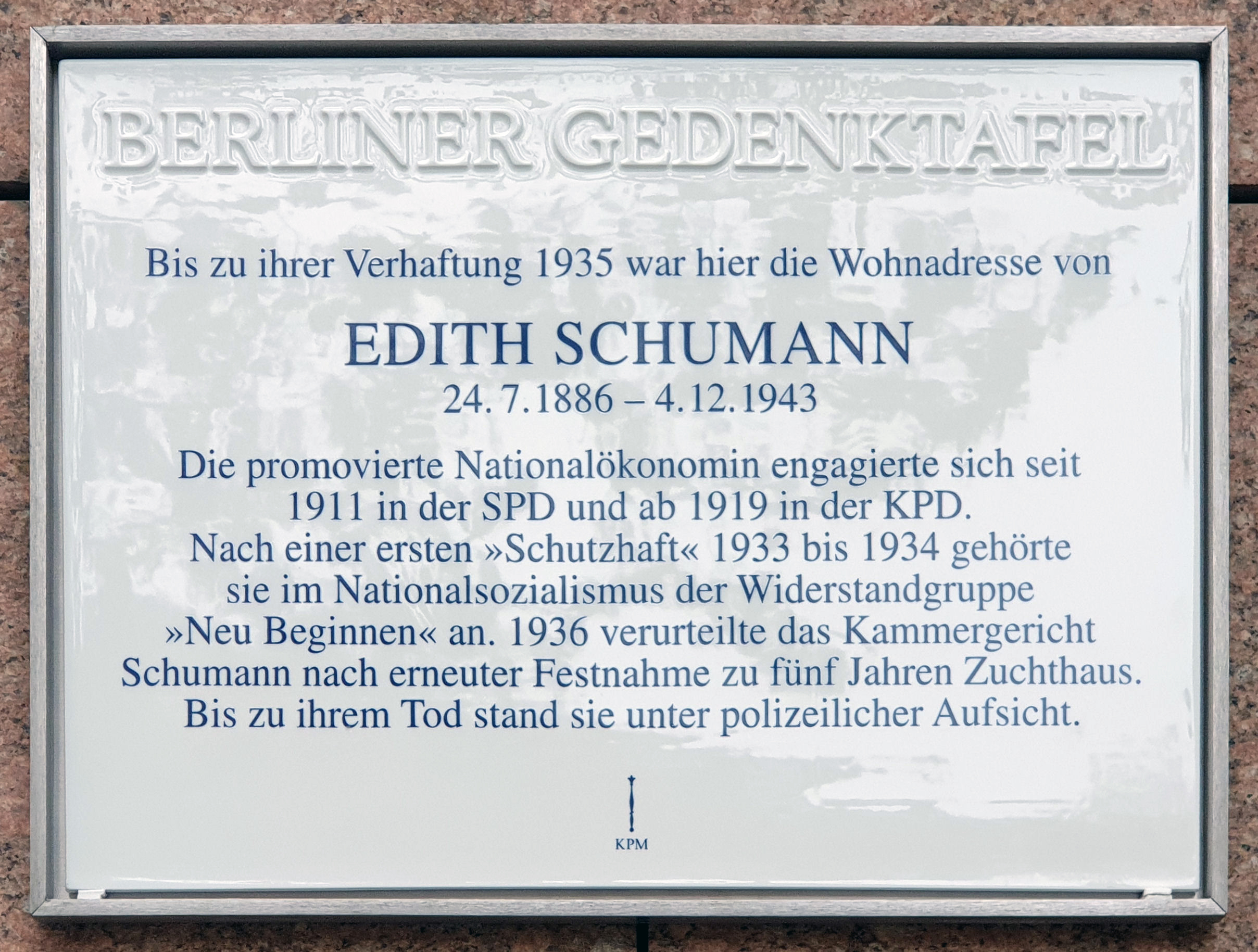
Berliner Gedenktafel am Haus, Kurfürstendamm 111, in Berlin-Halensee

Nach der Machtübernahme durch die NSDAP Anfang 1933 zählte die Organisation rund 100 Mitglieder und war durch ihre streng konspirative Arbeitsweise gut auf die Illegalisierung der Arbeiterbewegung vorbereitet, zunächst von der Repression kaum betroffen und konnte ihr funktionierendes Untergrundnetz weiter ausbauen. Bis 1935 wuchs man auf etwa 500 Mitglieder an. Unter anderem knüpfte man enge Verbindungen zur Berliner Gruppe des Bundes der religiösen Sozialisten Deutschlands um Erich Kürschner (welcher seit 1932 der Org. angehörte), zu einer Gruppe kritischer KPD-Mitglieder um Werner Peuke, zur Widerstandsgruppe von Eisenbahnern um Hans Jahn und zu anderen gewerkschaftlichen Widerstandsgruppen. Man konzentrierte sich vorrangig auf Schulungsarbeit, den Aufbau des Netzwerks und eines funktionierenden Kurierwesens mit geringer Außenpropaganda.
Die seit 1933 Neu Beginnen (NB) genannte Gruppe publizierte zwei von Walter Loewenheim verfasste, in Widerstands- und Exilkreisen breit diskutierte Manifeste, Pfingstthesen und Neu Beginnen. Faschismus oder Sozialismus. Diskussionsgrundlage zu den Streitfragen des Sozialismus in unserer Epoche, in denen ihr Programm und ihr Führungsanspruch innerhalb der deutschen Arbeiter- und Widerstandsbewegung formuliert waren. Man berief sich darin auf ein „Versagen von SPD und KPD“ und hob das eigene funktionsfähige, konspirative Mitgliedernetz in Deutschland hervor, dessen Führung nur aktive Widerstandskämpfer bilden könnten. Es wurde der völlige Bruch mit der Vergangenheit gefordert: Zur Erneuerung seien nur die jüngeren, energischeren Kräfte als „Avantgarde des Proletariats“ in der Lage. Loewenheim kritisierte die „Unterwerfungspolitik“ der SPD am Ende der Weimarer Republik und betonte den „Bewegungscharakter“ des Sozialismus. Er kritisierte ebenfalls die „Wahnsinnspolitik“ der KPD, die er, wie auch die Kommunistische Internationale, für die Spaltung der deutschen Arbeiterbewegung verantwortlich machte. Er warnte davor, den Nationalsozialismus als Episode zu unterschätzen. Der Kampf gegen das Regime bis zum Sieg des sozialistischen Gedankens würde viele Jahre dauern. Er forderte eine freie und kritische Diskussion über die Erneuerung der sozialistischen Bewegung aus kämpferischem Geist und marxistischer Erkenntnis. … Der Kampf gegen den deutschen Faschismus wird weder in Paris und Prag noch in der Schweiz und Saarbrücken entschieden. Er muss in den deutschen Fabriken, Städten und Dörfern geschlagen werden. Die nächste große Aufgabe der erneuerten Partei ist die Sammlung aller deutschen Organisationen, die auf dem Boden des Klassenkampfes stehen und ihr Zusammenschluss in einer kampfgewillten und kampffähigen Einheitsfront. Dabei schätzte Loewenheim die Chancen, auch die KPD einzubeziehen, als eher gering ein.
Die Exilstrukturen der SPD, die Sopade, wie auch die Sozialistische Arbeiter-Internationale unterstützten zunächst bis 1934 die NB. Ein von Karl Frank geleitetes Auslandsbüro der Sopade in Prag versuchte mit dem Prager Manifest von 1934, teilweise erfolgreich, der innerparteilichen linken Opposition (neben NB, die Revolutionären Sozialisten Deutschlands um Karl Böchel und Siegfried Aufhäuser und der Rote Stoßtrupp um seinen Auslandsleiter Robert Keller) ideologisch entgegenzukommen, und sie so einzubinden. Gleichzeitig gelang es der NB, mit Waldemar von Knoeringen, Erwin Schoettle und Franz Boegler drei Grenzsekretäre der Sopade für ihre Organisation zu gewinnen. Allerdings entzog die Exilorganisation der SPD der NB Ende Januar ihre Unterstützung wieder.
1935 kam es zu internen Konflikten: Da sich das NS-Regime zunehmend stabilisierte, favorisierte die Organisationsmehrheit eine aktivere Widerstandsarbeit, während eine Minderheit um Loewenheim die meisten Kader aus Deutschland abziehen und lediglich 30 Beobachter und Berichterstatter vor Ort lassen wollte. Loewenheim erklärte gar die NB für aufgelöst und empfahl den Mitgliedern, sich der SPD anzuschließen. Die Gruppe folgte dem allerdings nicht und setzte ihre Tätigkeit fort. Im Juni bildete die Mehrheit um Frank, Peuke und Löwenthal eine neue Organisationsleitung und setzte Loewenheim ab, der im September aus der NB ausgeschlossen wurde und ins Exil ging. Trotz eines grundsätzlich als positiv bewerteten Gesprächs zwischen führenden Vertretern der KPD und der Sopade im November 1935 zeigte sich die NB gegenüber einer Einheitsfront weiter skeptisch.
Im Herbst 1935 und Frühjahr 1936 gelangen der Gestapo erstmals größere Fahndungserfolge gegen die NB. Dabei wurden unter anderem Eliasberg und Peuke verhaftet. Daraufhin bildete sich eine neue Inlandsleitung unter Erler, Kurt Schmidt, Kürschner und Oskar Umrath. Diese wurden 1938 im Rahmen der Zerschlagung der Berliner Volksfront-Gruppe um Otto Brass und Hermann Brill gefangen genommen. In einer Reihe von Prozessen wurden Mitglieder der NB und der Volksfrontgruppe zu hohen Zuchthausstrafen verurteilt. Otto Brass und Hermann Brill erhielten zwölf Jahre, Fritz Erler zehn Jahre Zuchthaus. Ein von Waldemar von Knoeringen geleitetes Netzwerk von Widerstandsgruppen in Bayern, Tirol und Wien, mit Bebo Wager, Hermann Frieb, Eugen Nerdinger, Johann Otto Haas und Alois und Josefine Brunner blieb bis 1942 von der Gestapo unentdeckt.

### Die Exilorganisation
Im Exil bezeichnete sich NB seit 1935 als „positiv mitarbeitende Opposition“ innerhalb der Sozialdemokratie. Seit 1937 gab das Auslandsbüro den Sozialdemokratischen Informationsdienst heraus. Im Sommer 1939 verlegten Karl Frank, Richard Löwenthal, Erwin Schoettle und Waldemar von Knoeringen den Sitz von Paris nach London. Im Dezember desselben Jahres zu Beginn des Zweiten Weltkriegs musste der zuvor herausgegebene Sozialdemokratische Informationsbrief eingestellt werden. Allerdings versuchte die Exilgruppe mit der Schrift Neu Beginnen, was es will und was es ist und wie es wurde, ihren sozialdemokratischen Charakter zu belegen. Problematisch war die Situation in den USA: NB wehrte sich gegen eine Konferenz deutschsprachiger Sozialdemokraten und Gewerkschafter, der sie eine undemokratische Zusammensetzung vorwarf. In London versuchte NB mehrmals vergeblich, sozialistische Exilgruppen, wie die Arbeitsgemeinschaft für sozialistische Inlandsarbeit und die Union deutscher sozialistischer Organisationen in Großbritannien, zusammenzuführen. Die meisten der überlebenden, nach Deutschland zurückgekehrten NB-Mitglieder engagierten sich nach 1945 in der SPD, einige wie Robert Havemann oder Erich Kürschner schlossen sich der SED an.